# Тарасов, Вячеслав Сергеевич
Вячеслав Сергеевич Тарасов (род. 2 февраля 1988 года, Ленинград) — российский волейболист, доигровщик. Игрок польской «Легии» из Томашув-Мазовецкого.

## Карьера
Начинал заниматься волейболом в Санкт-Петербурге под руководством тренера Сергея Васильевича Когаленко в Городском детско-юношеском центре физической культуры и спорта. В 2004 году дебютировал в первой лиге чемпионата России в составе созданной на базе Центра команды «Невский Синдикат». В 2006 году помог завоевать ей путёвку в высшую лигу «Б», где отыграл сезон-2006/07, а по его завершении был приглашён в екатеринбургский «Локомотив-Изумруд».
Первые два сезона в Екатеринбурге Вячеслав Тарасов выступал за фарм-команду «Локомотив-Факел», а в сезоне-2009/10 вошёл в состав основной команды, за которую провёл 32 матча в рамках Суперлиги. В июне 2011 года стал игроком кемеровского «Кузбасса», с которым в декабре того же года завоевал серебряную медаль Кубка России.
В сезоне-2013/14 выступал в высшей лиге «А» за сосновоборское «Динамо-ЛО», а следующий чемпионат начал в нижневартовском «Самотлоре», но не смог закрепиться в составе и в феврале 2015 года вернулся в лигу «А», оказавшись на правах аренды в «Ярославиче». В новой команде Тарасов сменил привычное амплуа диагонального на доигровщика. В этом же качестве он провёл и сезон-2015/16 в махачкалинском «Дагестане».
В 2016 году Вячеслав Тарасов подписал контракт с новосибирским «Локомотивом», в наступившем сезоне вновь играл на позиции диагонального, в основном заменяя по ходу матчей Николая Павлова, и стал обладателем серебряной медали Кубка России и бронзы национального чемпионата.
В сезоне-2017/18 выступал в амплуа доигровщика в Польше за клуб «Бельско-Бяла», затем перешёл в «Ярославич» и в чемпионате Суперлиги-2018/19 стал самым результативным игроком волжской команды, которая не смогла сохранить прописку в дивизионе сильнейших. В мае 2019 года Вячеслав Тарасов пополнил состав французского клуба «Араго де Сет».
В начале сезона-2020/21 выступал в первой лиге чемпионата Польши за клуб «Бельско-Бяла», из которого в ноябре 2020 года на правах аренды перешёл в катарский «Эр-Райян». В апреле 2021 года стал победителем Кубка эмира, а в следующем сезоне выиграл золото чемпионата Катара. 

## Достижения
- чемпион Катара (2022)
- победитель клубного чемпионата арабских стран (2022)
- обладатель Кубка Катара (2022)
- обладатель Кубка эмира (2021)
- бронзовый призёр чемпионата России (2017)

## Личная жизнь
26 июня 2021 года Вячеслав Тарасов женился на бельгийской волейболистке польского происхождения, центральной блокирующей сборной Бельгии Доминике Собольской, с которой познакомился в 2017 году, когда будущие супруги выступали за клубы из Бельско-Бялы.   